# Lasiotocus mugilis
Lasiotocus mugilis är en plattmaskart. Lasiotocus mugilis ingår i släktet Lasiotocus och familjen Monorchiidae. Inga underarter finns listade i Catalogue of Life.